# Joe Fulks
Joseph Franklin Fulks (ur. 26 października 1921 w Birmingham (Kentucky), zm. 21 marca 1976 w Eddyville) – amerykański koszykarz, skrzydłowy. Mistrz BAA (1947), uczestnik spotkań gwiazd, wielokrotnie wybierany do składów najlepszych zawodników ligi. Członek Basketball Hall of Fame.

## Osiągnięcia

### College
- Wybrany do:
  - Galerii Sław NAIA[3]
  - Akademickiej Galerii Sław Koszykówki (2006)[4]

### BAA/NBA
- Mistrz BAA (1947)[5]
- Wicemistrz BAA (1948)[5]
- 2-krotny uczestnik meczu gwiazd NBA (1951–1952)[3]
- Wybrany do:
  - I składu BAA (1947–1949)[6]
  - II składu NBA (1951)[6]
- Lider:
  - strzelców BAA (1947)[7]
  - NBA w skuteczności rzutów wolnych (1951)[8]
  - play-off BAA w:
    - średniej zdobytych punktów (1947, 1948)[9]
    - liczbie celnych rzutów wolnych (1947, 1948)[10]
- Zaliczony do grona 10 Najlepszych Zawodników w Historii NBA (NBA 25th Anniversary Team - 1971), przy okazji obchodów 25-lecia istnienia ligi[3]
- Członek Koszykarskiej Galerii Sław (Naismith Memorial Basketball Hall Of Fame - 1978)[11]